# Arotes maculatus
Arotes maculatus är en stekelart som beskrevs av Mao-Ling Sheng och Sun 2007. Arotes maculatus ingår i släktet Arotes och familjen brokparasitsteklar. Inga underarter finns listade.